# Cladonia arbuscula
Cladonia arbuscula (Wallr.) Flot. (1839), (= Cladonia arbuscula subsp. arbuscula), è una specie di lichene appartenente al genere Cladonia,  dell'ordine Lecanorales.
Il nome deriva dal latino arbuscula, arboscello, piccolo albero, a causa della fitta ramificazione che la rende simile ad un albero in miniatura; come tutte le specie della sezione Cladina è fra i licheni preferiti dalle renne.

## Caratteristiche fisiche
Il tallo primario di questa specie si presenta crostoso all'aspetto, e spesso non è presente. I podezi sono abbondantemente ramificati in tutte le direzioni, non hanno cortex e sono di colore giallo, diversamente da C. rangiferina che li ha di colore grigio. Non molto distinguibile dalle altre specie della sezione Cladina; in modo particolare si distingue della Cladonia mitis solo per il sapore: alla masticazione la mitis è dolce e la arbuscula decisamente amarognola.

## Habitat
Presente in alta montagna, forma tappeti erbosi di una certa estensione sul terreno.

## Località di ritrovamento
La specie si può quasi definire cosmopolita, essendo stata ritrovata nelle seguenti località:
Canada (Nunavut, Nuovo Brunswick, Alberta, Terranova, Labrador, Nuova Scozia, Ontario, Québec, Saskatchewan, Yukon, Columbia Britannica); USA (Connecticut, Ohio, Iowa, Michigan, New Jersey, Rhode Island, Carolina del Sud, Vermont, Alabama, Maryland, Wisconsin, Alaska, New York, Montana, Massachusetts, New Hampshire, Washington, Colorado, Virginia Occidentale); Germania (Meclemburgo, Sassonia-Anhalt, Amburgo, Renania-Palatinato, Renania Settentrionale-Vestfalia, Baden-Württemberg, Baviera, Berlino, Essen, Schleswig-Holstein, Turingia), Spagna (Castiglia e León, Cantabria), Marocco, Madera, Isole Canarie, Corea del Sud, Andorra, 

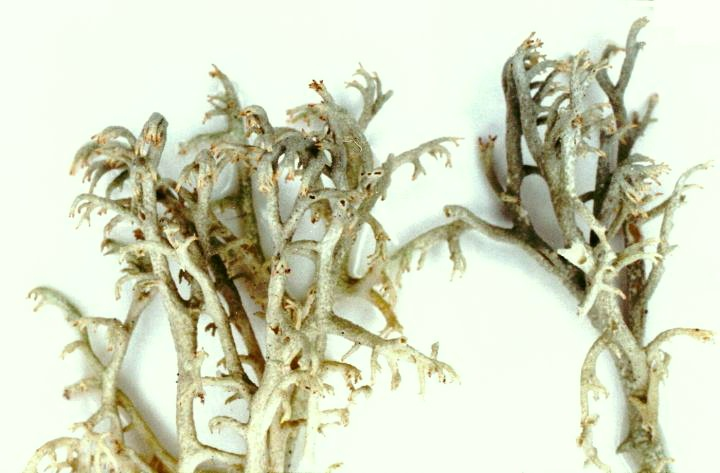
Cladonia arbuscula

Repubblica Ceca, Islanda, Irlanda, Isole Svalbard, Cile, Austria (Oberösterreich, Steiermark), Lituania, Norvegia, Svezia, Danimarca, Portogallo, Cina (Yunnan), Romania, Ungheria, Groenlandia, Regno Unito, Bolivia.
In Italia, in senso generico si può definire abbastanza rara al nord a ridosso della catena alpina, mentre è molto rara in Sardegna. Più in particolare è stata rinvenuta nella parte settentrionale del Friuli, nel Veneto settentrionale, in tutto il Trentino-Alto Adige, nelle valli del versante nordorientale della Lombardia, in tutta la Valle d'Aosta, nelle valli dei versanti occidentale e settentrionale del Piemonte con diffusione alquanto comune; abbastanza rara in Liguria e in Sardegna.

## Tassonomia

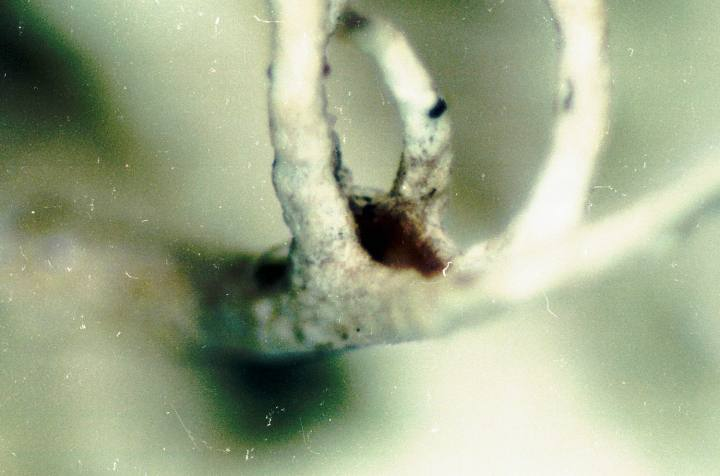
Cladonia arbuscula, apoteci

Questa specie attualmente appartiene alla sezione Cladina, più comunemente conosciuti come licheni delle renne e presenta le seguenti forme, sottospecie e varietà (al 2008):
- Cladonia arbuscula f. arbuscula (Wallr.) Flot. (1839).
- Cladonia arbuscula f. caerulescens (Schade) Grummann (1963).
- Cladonia arbuscula f. decumbens (Anders) Asahina (1971).
- Cladonia arbuscula f. subspumosa (Coem.) Grummann (1963).

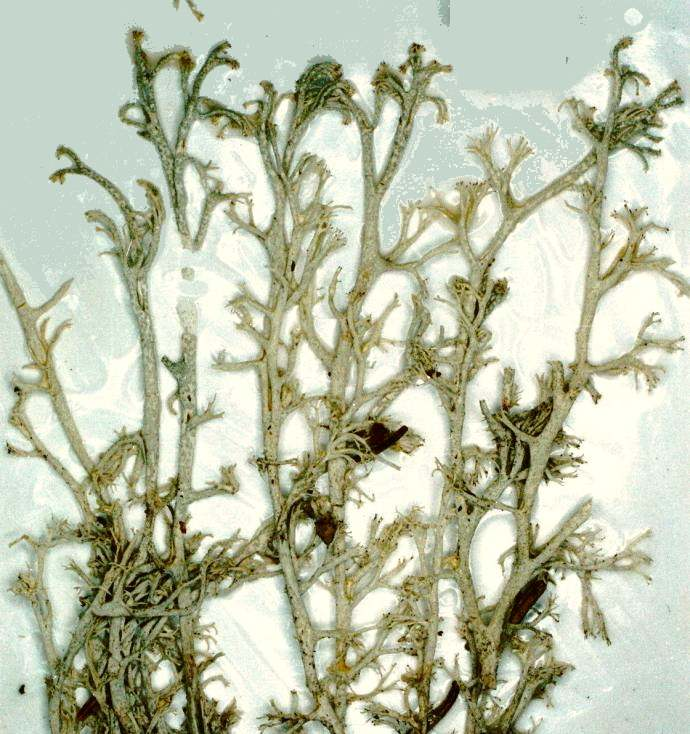
Cladonia arbuscula

- Cladonia arbuscula subsp. arbuscula (Wallr.) Flot. (1845).
- Cladonia arbuscula subsp. arbuscula (Wallr.) Hale & W. L. Culb.
- Cladonia arbuscula subsp. beringiana Ahti (1961).
- Cladonia arbuscula subsp. boliviana (Ahti) Ahti & DePriest (2001).
- Cladonia arbuscula subsp. imshaugii (Ahti) Ahti & DePriest (2001).

- Cladonia arbuscula subsp. mitis (Sandst.) Ruoss (1987), (= Cladonia mitis).
- Cladonia arbuscula subsp. pachyderma (Ahti) Ahti & DePriest (2001).
- Cladonia arbuscula subsp. squarrosa (Wallr.) Ruoss (1987).
- Cladonia arbuscula subsp. stictica Ruoss (1989), (= Cladonia mitis).
- Cladonia arbuscula var. arbuscula (Wallr.) Flot. (1839).
- Cladonia arbuscula var. mitis (Sandst.) Sipman, (= Cladonia mitis).